# 楊超越
楊 超越（ヤン・チャオユエ、1998年7月31日 - ）は、中国の歌手・女優。CH2とRocket Girls 101の元メンバー。

## 来歴
1998年、[中华人民共和国]塩城市大豊市の農村地区で生まれ、中学卒業後は縫製工場やレストランで働いていた。2016年に上海市にある芸能事務所のオーディションに参加。2017年には、アイドルグループCH2のメンバーとしてデビューした。
2018年にテンセントビデオのオーディション番組『創造101』に参加し、最終順位3位となり、Rocket Girls 101のメンバーとしてデビューを果たした。Rocket Girls 101の活動終了後は、女優として活動を行っている。

## 出演

### ドラマ
- 長安 賢后伝（2019年）
- シークレット・ハウス〜恋の相手はトップスター!?〜[7][8]（2019年）
- 将夜 冥王の子[9]（2020年）
- 鳳舞伝 Dance of the Phoenix[10]（2020年）
- 江湖英雄伝〜HEROES〜（2022年）

### バラエティ
- 創造101（2018年、テンセントビデオ）